# كأس الكؤوس الإفريقية 2003
كأس الكؤوس الأفريقية 2003 هو الموسم 29 من كأس الكؤوس الأفريقية. أشرف على تنظيمه الاتحاد الأفريقي لكرة القدم، وكان عدد الأندية المشاركة فيه 36، وفاز فيه النجم الساحلي.